# Judy Morris
Judith Ann Morris (n. 13 decembrie 1947, Queensland, Australia) este o actriță de personaj, regizoare și scenaristă australiană. Aceasta a apărut în 58 de emisiuni de televiziune și filme, fiind prezentă pe marele ecran încă din copilărie. Din 1999, Morris a renunțat la actorie și s-a concentrat pe regizare și redactare de scenarii, cel mai recent proiect al său fiind un spectacol muzical despre viața pinguinilor din Antarctica, proiect care a devenit mai târziu filmul de animație Mumble cel mai tare dansator, cel mai mare proiect animat realizat în Australia până în prezent.

## Biografie
Morris a obținut primul său rol la vârsta de 10 ani în episodul „Picture of the Magi” a producției radio Family Theater⁠(d) difuzată în jurul anului 1957 de Mutual Broadcasting System⁠(d) în Statele Unite. A interpretat alte două roluri în Statele Unite: Loretta Young Show la vârsta de 10 ani, iar la vârsta de 13 ani The Chevy Mystery Show⁠(d) (1960).

### Cariera
După ce s-a reîntors în Australia, a obținut următorul rol abia la vârsta e 20 de ani. În 1967, a apărut în serialul de televiziune ABC Bellbird⁠(d). A impresionat agenții de casting și a primit numeroase roluri în seriale cunoscute, inclusiv în șapte episoade ale serialului Division 4⁠(d), patru episoade ale Matlock Police⁠(d) și trei episoade ale Homicide⁠(d).
În 1970, a apărut în scurtmetrajul 3 to Go. În acestă perioadă, Morris a trecut și la producții mai provocatoare, în special în serialul Alvin Purple⁠(d), și apoi, sub regizorul Tim Burstall⁠(d), în rolul lui Sybil în Libido: The Child⁠(d), un film care prezintă diferite aspecte ale sexualității umane. Acest rol i-a adus premiul pentru cea mai bună actriță într-un rol principal⁠(d) la Academia Australiană a Artelor de Cinema și Televiziune. Morris a interpretat rolul lui Sam în filmul In Search of Anna⁠(d) (1978), iar în anul următor a obținut rolul lui Jill Cowper în comedia neagră Instalatorul⁠(d).
A obținut numeroase roluri de succes în anii 1980. A apărut în Maybe This Time⁠(d) (1980), Strata (1983), Phar Lap⁠(d) (1983) și a interpretat rolul Catherinei Faulkner, mama personajului Kat Stanton (Nicole Kidman), în Bangkok Hilton (1989). În 1986, a apărut în distribuția miniseriei The Last Frontier⁠(d) alături de Jason Robards, actorul australian Jack Thompson și actrița americană Linda Evans. De asemenea, a interpretat un fotograf american în filmul Razorback. A apărut în opt episoade ale serialului Spellbinder: O lume nouă⁠(d) (1995) în rolul doamnei Muggleton. A realizat dublajul pentru personajul Melba în serialul de animație Crocadoo⁠(d).
Morris a regizat comedia Luigi's Ladies⁠(d) în 1989. Mai târziu, a redactat scenariul pentru filmul Noile aventuri ale lui Babe în oraș⁠(d) (1998) împreună cu George Miller și Dick King-Smith⁠(d). A contribuit la scenariul filmului Happy Feet (împreună cu Warren Coleman, John Collee⁠(d) și George Miller). Happy Feet a fost primul film de animație australian care a câștigat premiul Oscar pentru cel mai bun film de animație, iar Morris a fost nominalizată la un premiu Annie⁠(d) pentru redactarea scenariului. Mai târziu, a redactat scenariul pentru filmul Centrul furtunii⁠(d) (2011).

## Filmografie

### Filme
| An   | Titlu                     | Rol             | Note                   |
| ---- | ------------------------- | --------------- | ---------------------- |
| 1971 | 3 to Go                   | Judy            | Segmentul: "Judy"      |
| 1973 | Libido                    | Sybil           | Segmentul: "The Child" |
| 1974 | Between Wars              | Deborah Trenbow |                        |
| 1975 | The Great MacArthy        | Miss Russell    |                        |
| 1975 | Scobie Malone             | Helga Brand     |                        |
| 1976 | The Trespassers           | Dee             |                        |
| 1977 | The Picture Show Man      | Miss Lockhart   |                        |
| 1978 | In Search of Anna         | Sam             |                        |
| 1981 | ...Maybe This Time        | Fran            |                        |
| 1983 | Phar Lap                  | Bea Davis       |                        |
| 1983 | Strata                    | Margaret        |                        |
| 1984 | Razorback                 | Beth Winters    |                        |
| 1985 | Best Enemies              | Patricia        |                        |
| 1986 | The More Things Change... | Connie          |                        |
| 1987 | Going Sane                | Ainslee Brown   |                        |

### Seriale
| An            | Titlu                      | Rol                                                   | Note                                                                                  |
| ------------- | -------------------------- | ----------------------------------------------------- | ------------------------------------------------------------------------------------- |
| 1970–71, 1974 | Homicide                   | Margaret Gillespie, Caroline Murray, Prue Fletcher    | Episoadele: "Wheels", "Thursday's Child", "The Last Season"                           |
| 1971–72, 1975 | Matlock Police             | Jenny Fisher, Bel Harris, Sheila Kelly, Jill Thompson | Episoadele: "Early One Morning", "The Milk & Honey Man", "Cat & Mouse", "Baby Doll"   |
| 1972          | Barrier Reef               | Gail Smith                                            | Episodul: "Sea Fever"                                                                 |
| 1972          | The Spoiler                | Fancy                                                 | Episodul: "Catch as Catch Can"                                                        |
| 1972–1973     | Boney                      | Kathy Markham, Jill Madden                            | Episoadele: "Boney and the Claypan Mystery", "Boney and the Paroo Bikeman"            |
| 1972–1973     | Over There                 | Elizabeth Kirby                                       | Rol principal                                                                         |
| 1973          | Ryan                       | Jan Taylor                                            | Episodul: "The Little Piggy Went to Pieces"                                           |
| 1973–1974     | Certain Women              | Marjorie Faber                                        | Rol principal                                                                         |
| 1975          | Division 4                 | Kim Baker                                             | Episoadele: "What Will My Friends Say?", "A Bird in the Hand", "Two Hours of Madness" |
| 1975          | Cash and Company           | Mary Fincham                                          | Episodul: "Dolly Mop"                                                                 |
| 1976          | Luke's Kingdom             | Ellen                                                 | Episodul: "The Land Lovers"                                                           |
| 1976          | Alvin Purple               | Sophie                                                | Episodul: "O Death, Where Is Thy Sting?"                                              |
| 1976          | The Outsiders              | Karen                                                 | Episodul: "Bad Dream Town"                                                            |
| 1977          | Mama's Gone A-Hunting      | Tessa Goodman                                         | film de televiziune                                                                   |
| 1978          | The Geeks                  | Lee                                                   | film de televiziune                                                                   |
| 1978          | Cass                       | Margo                                                 | film de televiziune                                                                   |
| 1979          | The Plumber                | Jill Cowper                                           | film de televiziune                                                                   |
| 1979          | Skyways                    | Robyn Davies                                          | Rol principal                                                                         |
| 1982          | Spring & Fall              | Anne Lawrence                                         | Episodul: "Jimmy Dancer"                                                              |
| 1984–1994     | Mother and Son             | Liz Beare                                             | Rol principal                                                                         |
| 1985          | Colour in the Creek        | Ellen Fletcher                                        | Rol principal                                                                         |
| 1985          | Time's Raging              | Lauren                                                | film de televiziune                                                                   |
| 1986          | The Last Frontier          | Meg Stenning                                          | film de televiziune                                                                   |
| 1988          | The Dirtwater Dynasty      | Frances Eastwick                                      | miniserie                                                                             |
| 1989          | Bangkok Hilton             | Catherine Faulkner                                    | miniserie                                                                             |
| 1991          | Eggshells                  | Kathy Rose                                            | Rol principal                                                                         |
| 1992          | The Other Side of Paradise | Miss Sowerby                                          | film de televiziune                                                                   |
| 1995–1997     | Spellbinder                | Mrs. Muggleton                                        | Rol secundar                                                                          |
| 1996          | Crocadoo                   | Melba (voice)                                         | Rol secunar (sezonul 1)                                                               |
| 1997          | Heartbreak High            | Fiona                                                 | Episoadele: "6.37", "6.38"                                                            |
| 1998          | Twisted                    | Veronica                                              | Episodul: "The Test"                                                                  |
| 1999          | Ballykissangel             | Laurie Woskett                                        | Episodul: "Eureka"                                                                    |

### Regizor & scenarist
| An   | Titlu                 | Note                               |
| ---- | --------------------- | ---------------------------------- |
| 1989 | Luigi's Ladies        | Scenarist, regizor                 |
| 1998 | Babe: Pig in the City | Scenarist                          |
| 2002 | Dinotopia             | Scenarist, "The Matriarch"         |
| 2006 | Happy Feet            | Scenarist, coregizor, coproducător |
| 2008 | Meerkat Manor         | Scenarist                          |
| 2009 | Legend                | Scenarist                          |
| 2010 | Before the Rain       | Scenarist                          |
| 2011 | The Eye of the Storm  | Scenarist                          |
| 2011 | Happy Feet Two        | Scenarist                          |
| 2013 | Adoration             | Editor                             |
| 2013 | Goddess               | Regizor                            |
| 2021 | Chasing Wonders       | Scenarist                          |